# 데고

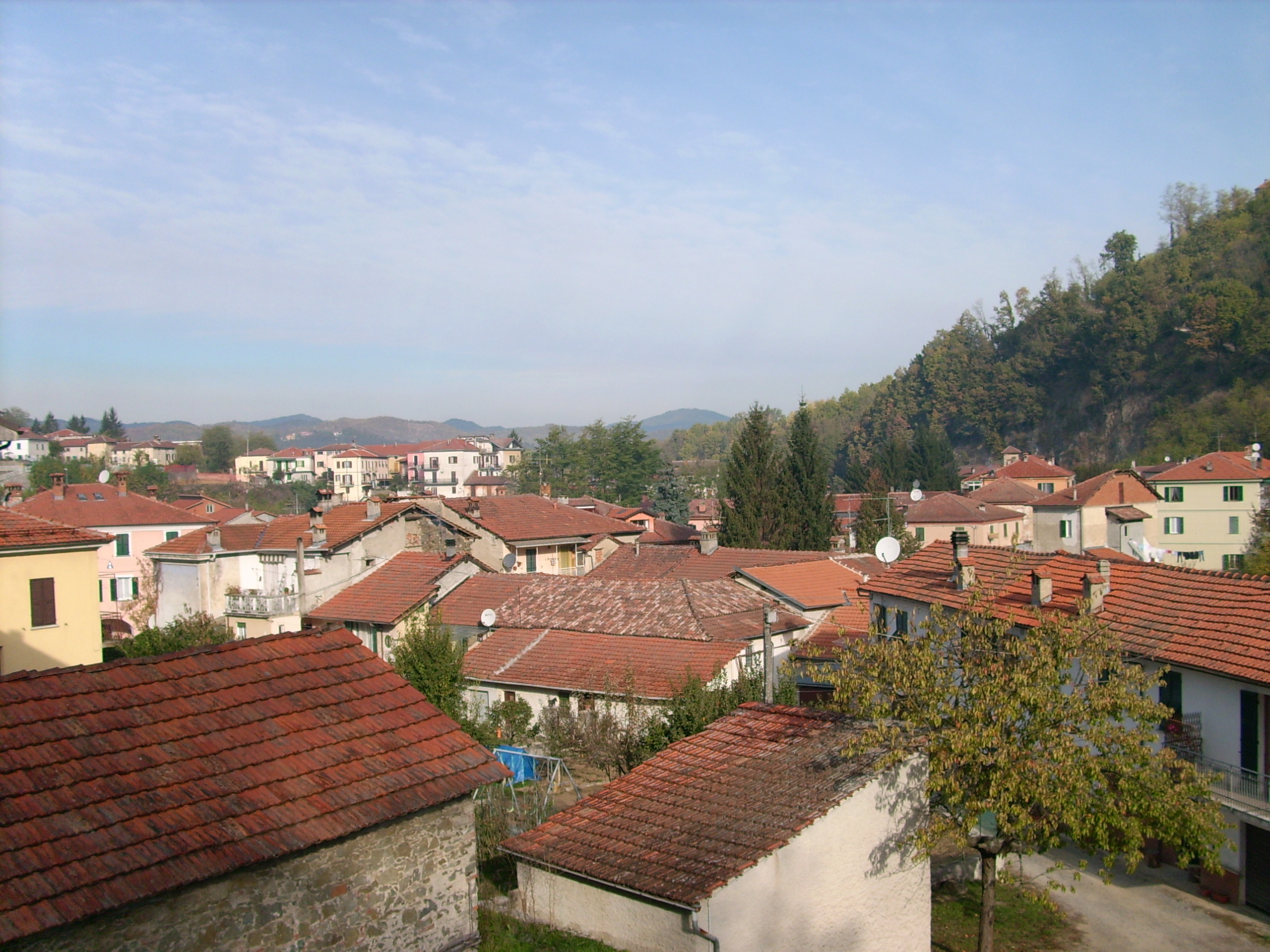

데고(Dego)는 이탈리아 북서부 리구리아주 사보나도의 타운이자 코무네이다.
데고의 지방자치체는 피에몬테주 경계의 아펜니노산맥의 북쪽에 위치해 있다. 제노바에서 서족으로 약 50킬로미터 지점, 사보나에서 북서쪽으로 약 20킬로미터 지점에 위치해 있다.
면적은 67.9 제곱 킬로미터이며 고도는 317미터이다. 인구 수는 2019년 6월 30일 기준으로 1,956명이다.